# عدد گراتز
عدد گراتز(به انگلیسی: Graetz number) یک عدد بی بعد می‌باشد که در دینامیک سیالات، مشخصه جریان آرام است. این عدد به افتخار فیزیک‌دان آلمانی لئو گراتز(به آلمانی: Leo Graetz) نامگذاری شده‌است و به این صورت تعریف می‌شود:
{\displaystyle \mathrm {Gz} ={D_{H} \over L}\mathrm {Re} \mathrm {Pr} }
در این رابطه:
{\displaystyle D_{H}} قطر لوله برای لوله‌ها یا قطر هیدرولیک در کانال‌ها
{\displaystyle L} طول مشخصه
{\displaystyle \mathrm {Re} } عدد رینولدز
{\displaystyle \mathrm {Pr} } عدد پرنتل.
عدد گراتز در تعیین توسعه‌یافتگی گرمایی جریان سیال مفید است. عدد گراتز 1000 یا کمتر نشان‌دهندۀ توسعه یافتگی کامل در سیال است.
در مواردی که انتقال جرم نیز مطرح باشد در رابطه بالا به جای عدد پرنتل از عدد اشمیت استفاده می‌شود:
{\displaystyle \mathrm {Gz} ={D_{H} \over L}\mathrm {Re} \mathrm {Sc} }